# Пурда
Пурда је обичај да се жене скривају од очију јавности ношењем посебне одеће (која укључује и вео/бурку) као и физичко изоловање у кући, параванима и завесама. Обичај је вероватно потекао из Персије, а муслимани су га прихватили током своје инвазије на данашњи Ирак у 7. веку. Муслиманска доминација северном Индијом довела је до тога да су овај обичај прихватиле и више класе у Индији, али је одбачен по окончању енглеске власти. Пурда и данас постоји у великом броју муслиманских земаља.